# Цвета Калейнска
Цвета Калейнска, известна като Tsvetta, е български автор, маркетолог и модел. Участва в международния конкурс за модели в Ню Йорк – Мис Диаспора Моделс Интернешънъл 2010 г.

## Биография
Цвета Калейнска е родена на 19 юни 1988 г. във Велико Търново в семейството на университетски преподавател и гинеколог. Освен родния си български Tsvetta владее още четири езика – английски, френски, испански и италиански.
През 2008 г., спечелвайки пълна стипендия, Цвета Калейнска се премества в САЩ, за да следва. През 2012 г. завършва колежа „Св. Франциск“ с дипломи по маркетинг, мениджмънт, международен бизнес и икономика. Магистратурата си получава от Градския университет на Ню Йорк – кампус Барух през 2015.

## Кариера и авторство
През 2012 г. Цвета се присъединява към агенцията Dogs Bollocks 5 като консултиращ стратег, специализиращ в анализа на социални мрежи и пазарен анализ. През 2015 пренася кариерата си в Brandwatch като директор.
Цвета Калейнска има рубрика за националното научно списание „Българска наука“. Нейни статии са публикувани във вестници и списания в Източна Европа, включително и в списание Cosmopolitan. Цвета Калейнска публикува първата си книга – „Цветя от рая“ през 2011. През 2014 г., Калейнска публикува и втората си книга „#Кралицата: Социалната мрежа“

## Телевизионни участия
Цвета започва телевизионните си изяви през 2008 г. чрез конкурса за красота Мис Диаспора. От 2011 г. Калейнска е гост на телевизионни предавания в България като „Преди Обед“ по BTV, TV7, „Шоуто на Марта“ по БНТ, „На Кафе“ по Нова. От 2017 г. допринася за сутришното шоу „На Кафе“ с Гала, разглеждайки теми като Женският протест в Ню Йорк, Българските парламентарни избори и други.

## Изяви като модел
През 2010 г. Цвета Калейнска е коронясана за Мис България Диаспора САЩ и започва кариерата си на модел, въпреки 165-сантиметровия си ръст. Участва във фотосесии за американски и български марки. През 2011 г. става лице на Рома Фешън в София, подкрепяйки развитието на дизайнери от ромски произход. През 2014 г. българката е обявена за вдъхновението на бутикова марка за дрехи в Ню Йорк. Името и се свързва с агенции като Диаспора Моделс (Diaspora Models) и Планет Шик (Planete Chic).

## Награди и съдийство
През 2014 година, Цвета Калейнска е наградена сребърен медал от наградите Stevie Award в категорията „Жени помагат на жени“.
През 2016 г. Калейнска е поканена да бъде първата жена българка съдия в наградите.

## Благотворителна дейност
Цвета Калейнска се занимава с благотворителна дейност още от 12-годишна. Работила е с американска организация за подкрепа на български сиропиталища, като помага за набирането на средства за домовете и разпространението на лекарства и медицински материали до сиропиталища на територията на България. Към момента доброволческата и работа е фокусирана в обучението на млади момичета как да бъдат лидери чрез лидерска академия ГЛОУ (превод от англ. Girls Leading Our World или Момичетата управляват нашия свят). Академия GLOW, която е проект на Корпуса на мира, се стреми да развие потенциала у младите хора като бъдещи лидери, да ги превърне в едни информирани и заемащи активна позиция представители на обществото. ГЛОУ помага на младежите да осъзнаят своите качества, да развият своите комуникативни и лидерски умения, да се научат как да поставят правилно целите си и да съумяват да ги постигнат.
Цвета Калейнска активно участва в дейности, свързани с повишаването на грамотността сред младежите. Тя е лице на националната кампания „Да напълним Студентски град с книги“ под патронажа на българския президент Росен Плевнелиев. През 2013 г. Цвета Калейнска създава своя национална кампания за ограмотяване – „Цвета за цветовете на езиците“, предоставяйки чуждоезикова литература на библиотеки и училища в малки и средно населени места в цяла България.